# Державна церква Римської імперії
Державна церква Римської імперії — історичний термін, що стосується нікейської церкви, пов'язаної з римськими імператорами після Солунського едикту в 380 році Феодосія I, який визнав нікейське християнство державною релігією Римської імперії. Більшість істориків посилаються на нікейську церкву, пов'язану з імператорами, різними способами: як католицька церква, православна церква, імператорська церква, імператорська римська церква або візантійська церква, хоча деякі з цих термінів також використовуються для більш широкого спілкування що виходить за межі Римської імперії. Східна православна церква, Орієнтальні православні церкви та Католицька церква стверджують, що є послідовниками Нікейської церкви, яку Феодосій визнав, але не вважають її творінням Римської імперії.
Раніше в IV столітті, після переслідувань Діоклетіана 303–313 років і суперечок донатистів, що виникли внаслідок цього, Костянтин скликав собори єпископів для визначення правовірності християнської віри, розширившись на попередніх християнських радах. Ряд екуменічних соборів, скликаних послідовними римськими імператорами, зібралися протягом IV і V століть, але християнство продовжувало страждати від розколів і розколів, що оточували теологічні та христологічні доктрини аріанства, несторіанізму та міафізитизму . У V столітті Західна Римська імперія занепала як держава ; окупанти розграбували Рим в 410 і в 455 рр., а Одоакр, арійський варвар-воєначальник, змусив Ромула Августа, останнього номінального західного імператора, зректися престолу в 476 р . Однак, крім згаданих розколів, церква як інституція зберігала спілкування, якщо не без напруги, між Сходом та Заходом . У 6 столітті візантійські армії візантійського імператора Юстиніана I відновили Італію та інші регіони західного середземноморського узбережжя. Незабаром Візантійська імперія втратила більшу частину цих здобутків, але вона утримувала Рим, як частину Равеннського екзархату, до 751 року, періоду, відомого в історії церкви як Візантійське папство . Ранні мусульманські завоювання VII-IX століть почнуть процес перетворення більшості тодішнього християнського світу в Леванті, на Близькому Сході, в Північній Африці, регіонах Південної Італії та Піренейському півострові до ісламу, суворо обмежуючи охоплення обох Візантійської імперії та її церкви. Християнська місіонерська діяльність, спрямована зі столиці Константинополя, не призвела до тривалого розширення формального зв'язку між церквою та візантійським імператором, оскільки райони поза політичним та військовим контролем Візантійської імперії створювали свої окремі церкви, як у випадку Болгарія в 919 році.
Юстиніан I, який став імператором у Константинополі в 527 р., визнав патріархів Риму, Константинополя, Олександрії, Антіохії та Єрусалиму вищим керівництвом визнаної державою Нікейської церкви. Однак Юстиніан стверджував "право і обов'язок регулювати своїми законами найдрібніші деталі богослужіння та дисципліни, а також диктувати теологічні думки, які повинні дотримуватися в Церкві".
За часів Юстініана християнська церква не була цілком під контролем імператора навіть на Сході: східні православні церкви відокремилися, відкинувши Халкідонський собор у 451 р., І назвавши прихильників імператорсько визнаної церкви " мелкітами ", Сирійська малканія ("імперська").   У Західній Європі християнство здебільшого підпорядковувалось законам і звичаям держав, які не були зобов'язані вірності імператору в Константинополі.  Хоча папи римського сходу, призначені або, принаймні, затверджені імператором, продовжували бути лояльними до нього як до свого політичного лорда, вони відмовились прийняти його авторитет у релігійних питаннях  або авторитет такої ради, як імперсько скликаний Собор Ієрія 754 року. Папа Григорій III (731–741) був останнім єпископом Риму, який попросив візантійського правителя ратифікувати його обрання.   З коронуванням Карла Великого Папою Левом III 25 грудня 800 року як імператора Романорума політичний розкол між Сходом та Заходом став безповоротним. Духовно, халкедонське християнство зберігалося, принаймні теоретично, як єдине ціле до Великого розколу та його офіційного поділу із взаємним відлученням у 1054 р . Риму та Константинополя. Остаточно імперія зазнала краху після падіння Константинополя до ісламських турків-османів у 1453 р.
Знищення кордонів імперії німецькими народами та спалах місіонерської діяльності серед цих народів, які не мали прямих зв’язків з імперією, та серед піктських та кельтських народів, які ніколи не були частиною Римської імперії, сприяли ідеї загальнолюдського церква, вільна від асоціації з певною державою.  Навпаки, "у східноримському чи візантійському погляді, коли Римська імперія стала християнською, був досягнутий ідеальний світовий порядок, бажаний Богом: одна універсальна імперія була суверенною, і спільною з нею була одна універсальна церква";  і до моменту загибелі Візантійської імперії в 1453 р. церква прийшла до психологічного злиття з нею до такої міри, що її єпископам було важко думати про нікейське християнство без імператора.
Спадщина ідеї універсальної церкви продовжується, прямо чи опосередковано, в сучасній католицькій церкві та Східній православній церкві, а також в інших, таких як Англіканське співтовариство.